# Blanefield
 (janvier 2018).
Blanefield, en gaélique écossais Strath Bhlathain, est un village du Royaume-Uni situé en Écosse.